# Don Juan Pond
Don Juan Pond är en sjö i Antarktis. Den ligger i Östantarktis. Nya Zeeland gör anspråk på området. 
Med en salthalt på över 40 % är Don Juan Pond världens näst  saltrikaste vattendrag. Den höga salthalten gör att sjön är isfri vid temperaturer ned till -53° C.